# Rivière Doré Ouest
Pour les articles homonymes, voir Doré.
La rivière Doré Ouest est un affluent de la rivière Doré, coulant dans le territoire non organisé de Lac-Lenôtre, dans la municipalité régionale de comté (MRC) de La Vallée-de-la-Gatineau, dans la région administrative de l’Outaouais, au Québec, au Canada.
Le cours de la rivière Doré Ouest est situé du côté sud de la rivière des Outaouais, entre les lacs O’Sullivan et Landron.
La rivière Doré Ouest coule entièrement en territoire forestier. La foresterie constitue la principale activité économique de ce bassin versant. La surface de la rivière est habituellement gelée du début de décembre à la fin-avril.

## Géographie
La rivière Doré Ouest prend sa source à l’embouchure du lac Doré (longueur : 4,8 km ; altitude : 416 m) situé à l'ouest du lac Gaudois lequel constitue le lac de tête de la rivière Doré. Le lac Doré est localisé entre la rivière Wahoo et le chenal du Sud. Le lac Doré est sur le versant Nord de la ligne de partage des eaux entre la rivière Doré Ouest et la rivière Swannee situé sur le versant Sud, laquelle s’écoule vers le sud-ouest par la rivière Cabonga, un affluent du réservoir Cabonga. Plusieurs sommets de montagne pointent du côté sud du lac Doré, dont le plus élevé culmine à 599 m.
Le lac Doré est située à 7,5 km au sud-est de la confluence de la rivière Doré Ouest, à 28,0 km au sud-est du lac Camachigama, à 131,7 km au sud-est du centre-ville de Val-d’Or, à 19,0 km au nord-est du Réservoir Cabonga, à 48,2 km au nord-est du Réservoir Dozois.
Les principaux bassins versants voisins sont :
- côté nord : rivière des Outaouais, rivière Doré ;
- côté est : rivière Doré, lac O'Sullivan, rivière Belinge ;
- côté sud : rivière Wahoo, lac Doré, ruisseau Spruce, rivière Cabonga, rivière Swannee ;
- côté ouest : rivière Doré, chenal du Sud, rivière des Outaouais, réservoir Dozois, lac Landron.

À partir de l’embouchure du lac Doré, la rivière Doré Ouest coule sur 13,5 km selon les segments suivants :
- 2,9 km vers le nord-ouest, jusqu’à l’embouchure du lac Ewing (altitude : m), que le courant traverse vers l'ouest sur 0,6 km ;
- 11 km vers le nord-ouest, jusqu'à la confluence de la rivière[2].

La rivière Doré Ouest se décharge sur la rive sud de la rivière Doré laquelle coule vers l'ouest jusqu’à la rive sud-est du chenal du Sud, dans le territoire non organisé de Lac-Lenôtre.
Cette confluence de la rivière Doré Ouest est située, à 6,7 km au nord-est du lac Landron, à 37,0 km au nord-est de la route 117, à 125,3 km à l'est du centre-ville de Val-D’Or, à 19,8 km au nord du réservoir Cabonga et à 45,7 km au nord-est du réservoir Dozois.

## Toponymie
Le terme Doré constitue un patronyme de famille d’origine française. Ce toponyme « rivière Doré Ouest » est directement lié au lac Doré et à la rivière Doré.
Le toponyme rivière Doré Ouest a été officialisé le 5 avril 1990 à la Commission de toponymie du Québec.